# Jim Henry
Samuel James „Jim“ Henry (* 23. Oktober 1920 in Winnipeg, Manitoba; † 21. Januar 2004 ebenda) war ein kanadischer Eishockeytorwart und -trainer, der in seiner aktiven Zeit von 1938 bis 1960 unter anderem für die New York Rangers, Chicago Blackhawks und Boston Bruins in der National Hockey League gespielt hat.

## Karriere
Jim Henry begann seine Karriere als Eishockeyspieler bei den Brandon Elks, für die er von 1938 bis 1940 in der Manitoba Junior Hockey League aktiv war und mit denen er 1939 Junioren-Meister von Manitoba wurde. Anschließend verbrachte der Torwart ein Jahr lang bei den Regina Rangers, mit denen er den Allan Cup, die kanadische Amateurmeisterschaft, gewinnen konnte, ehe er in der Saison 1941/42 sein Debüt in der National Hockey League für die New York Rangers gab. In seinem Rookiejahr in der NHL konnte er sich auf Ahieb durchsetzen und stand in insgesamt 54 Spielen zwischen den Pfosten. Nach dem Kriegseintritt Kanadas trat er in die kanadischen Streitkräfte ein und verbrachte die Zeit bis zum Ende des Zweiten Weltkriegs bei verschiedenen Militärauswahlmannschaften. Am erfolgreichsten war er dabei mit den Ottawa Commandos, mit denen er 1943 erneut den Allan Cup gewann. Nach Kriegsende kehrte Henry zu den New York Rangers zurück, für die er von 1945 bis 1947 jedoch nur sporadisch in der NHL auflief. Hauptsächlich kam er für deren Farmteam, die New Haven Ramblers, in der American Hockey League zum Einsatz. Erst in der Saison 1947/48 war er wieder Stammtorwart im NHL-Team der Rangers.
Zur Saison 1948/49 wechselte Henry zu den Chicago Blackhawks, bei denen er ebenfalls überzeugen konnte. Trotz seiner 60 Einsätze verließ er die NHL und verbrachte die folgende Spielzeit bei den Kansas City Pla-Mors in der United States Hockey League, wo er aufgrund starker Leistungen in das erste All-Star Team gewählt und zum besten Torwart der Liga ernannt wurde. Nachdem er auch die Saison 1950/51 zunächst in der USHL, diesmal jedoch bei den Omaha Knights, begonnen hatte, unterschrieb er nach nur sieben absolvierten Spielen einen Vertrag bei den Indianapolis Capitals aus der American Hockey League. Von 1951 bis 1955 spielte Henry erneut in der NHL, wo er in seiner Zeit bei den Boston Bruins zu einem der stärksten Torwarte der Liga wurde. Vor allem in der Saison 1951/52 konnte er überzeugen und wurde in das NHL Second All-Star Team gewählt. Zudem nahm er im selben Jahr am NHL All-Star Game teil. Im folgenden Jahr führte er die Bruins in das Stanley-Cup-Finale, in dem sie den Canadiens de Montréal mit 1:4 Siegen unterlagen.
Nachdem Henry die Boston Bruins verlassen hatte, stand er von 1955 bis 1959 im Amateurbereich für die Sault Ste. Marie Greyhounds, Winnipeg Maroons und Warroad Lakers auf dem Eis. In der Saison 1959/60 zog es den mittlerweile 39-jährigen Kanadier noch einmal in das professionelle Eishockey, wo er einen Vertrag bei den Indianapolis Capitals in der International Hockey League erhielt. Nach nur neun Einsätzen beendete er jedoch die Spielzeit bei seinem Ex-Club Winnipeg Maroons und beendete anschließend seine Karriere. Im Anschluss an seine aktive Laufbahn wurde der ehemalige NHL-Torwart Trainer und betreute in der Saison 1965/66 die Brandon Wheat Kings aus der Saskatchewan Junior Hockey League. Aufgrund seiner Verdienste um das Eishockey wurde Henry in die Manitoba Hockey Hall of Fame aufgenommen.
Nachdem sich Henry aus dem professionellen Eishockey zurückgezogen hatte, wurde er ein Rinderzüchter und stieg mit seinem ehemaligen Teamkollegen Chuck Rayner in das Tourismusgeschäft ein. Henry starb am 22. Januar 2004 im Alter von 83 Jahren in seiner Heimatstadt Winnipeg.

## Erfolge und Auszeichnungen
| - 1939 MJHL-Meister mit den Brandon Elks - 1941 Allan-Cup-Gewinn mit den Regina Rangers - 1943 Allan-Cup-Gewinn mit den Ottawa Commandos - 1944 CNDHL First All-Star Team - 1950 USHL First All-Star Team | - 1950 Charles Gardiner Memorial Trophy - 1952 NHL Second All-Star Team - 1952 NHL All-Star Game - Aufnahme in die Manitoba Hockey Hall of Fame |